# 1944 في مصر
فيما يلي قوائم الأحداث التي وقعت خلال عام 1944 في مصر.

## سياسة

### تعيين في المنصب
- 10 أكتوبر – أحمد ماهر باشا رئيس الوزراء المصري.

## أفلام
من الأفلام التي صدرت هذه السنة في مصر:
- 1 يناير – أما جنان من إخراج هنري بركات.
- 1 يناير – ابن الحداد من إخراج يوسف وهبي.
- 1 يناير – ابنتي من إخراج نيازي مصطفى.
- 1 يناير – البؤساء من إخراج كمال سليم.
- 1 يناير – برلنتي من إخراج يوسف وهبي.
- 1 يناير – تحيا الستات من إخراج توجو مزراحي.
- 1 يناير – حنان من إخراج كمال سليم.
- 1 يناير – رصاصة في القلب من إخراج محمد كريم.
- 1 يناير – سلامة من إخراج توجو مزراحي.
- 1 يناير – سيف الجلاد من إخراج يوسف وهبي.
- 1 يناير – شارع محمد علي
- 1 يناير – عريس الهنا من إخراج إبراهيم لاما.
- 1 يناير – غرام وانتقام من إخراج يوسف وهبي.
- 1 يناير – من الجاني من إخراج أحمد بدرخان.
- 14 فبراير – طاقية الإخفاء من إخراج نيازي مصطفى.
- 24 فبراير – ليلى في الظلام من إخراج توجو مزراحي.
- 4 يونيو – الأبرياء من إخراج أحمد بدرخان.
- 18 سبتمبر – وحيدة من إخراج إبراهيم لاما.
- 21 سبتمبر – كدب في كدب من إخراج توجو مزراحي.
- 5 أكتوبر – نادوجا من إخراج حسين فوزي.
- 19 أكتوبر – شهداء الغرام من إخراج كمال سليم.
- 13 نوفمبر – حبابة من إخراج نيازي مصطفى.
- 23 نوفمبر – نور الدين والبحارة الثلاثة من إخراج توجو مزراحي.

## مواليد

### يناير
- 1 يناير – إسماعيل سراج الدين.
- 1 يناير – دانيال داغان صحفي إسرائيلي.
- 1 يناير – ليلى جمال ممثلة مصرية.
- 1 يناير – محمد عاطف قائد عسكري مصري.
- 1 يناير – محمود عزت طبيب مصري.
- 1 يناير – يحيى خليل.

### فبراير
- 2 فبراير – أشرف مروان رجل أعمال مصري.

### مارس
- 25 مارس – جابر عصفور.

### يوليو
- 16 يوليو – مشيرة خطاب دبلوماسية مصرية.

### أغسطس
- 17 أغسطس – جيهان رجائي كيميائية مصرية.
- 23 أغسطس – محسن زايد.

### أكتوبر
- 2 أكتوبر – مديحة سالم ممثلة مصرية.
- 15 أكتوبر – حاييم صبان.

### نوفمبر
- 6 نوفمبر – إنعام الجريتلي ممثلة مصرية.
- 14 نوفمبر – مصطفى الفقي.
- 19 نوفمبر – عبد الفتاح السيسي الرئيس السادس والحالي لجمهورية مصر العربية.
- 22 نوفمبر – مدحت شلبي.

### ديسمبر
- 22 ديسمبر – نزيه نصيف الأيوبي كاتب مصري.

## وفيات

### ديسمبر
- 2 ديسمبر – فيليبو توماسو مارينيتي (مواليد 1876)
- 19 ديسمبر – عباس حلمي الثاني (مواليد 1874) خديوي مصر.